# Наливная
Наливна́я — станция в Советском районе Саратовской области.

## География
В 6 км от станции — село Розовое, в 3 км к западу — село Александровка.

## Население
| 1987 | 2002 |
| ---- | ---- |
| ≈470 | 477  |

| 2002 | 2010 |
| ---- | ---- |
| 480  | ↘425 |

## История
Населённый пункт возник при одноименной железнодорожной станции линии Покровская Слобода — Уральск Рязано-Уральской железной дороги.